# Теракт в Зворнике
27 апреля 2015 года в боснийском городе Зворник (Республика Сербская) был совершён террористический акт: местный житель с криками «Аллах акбар» совершил нападение на полицейский участок (серб. Напад на полицијску станицу Зворник), застрелив офицера полиции и ранив двух других, прежде чем сам был застрелен. Это первый террористический акт в Республике Сербской с момента образования Боснии и Герцеговины, но не первый теракт в Боснии и Герцеговине: в 1997 году в Мостаре был взорван автомобиль, в 2010 году в Бугойно прогремел взрыв в полицейском участке, в 2011 году в Сараево было обстреляно посольство США.
После теракта полиция Республики Сербской провела контртеррористическую операцию под кодовым названием «Рубен», в ходе которой был арестован 31 человек, подозреваемый в незаконном хранении оружия и сотрудничестве с исламскими фундаменталистами. Некоторые боснийские политики раскритиковали операцию, обвинив её инициаторов в несогласовании действий с правительством и попытке преследования этнических боснийцев — беженцев времён гражданской войны.

## Нападение
Стрелявшим был Нердин Ибрич (босн. Nerdin Ibrić) 1991 года рождения, выходец из местечка Сапна (община Зворник) и радикальный исламист. Он подъехал к полицейскому участку в 19:00. Когда охранник потребовал от Ибрича отъехать, поскольку парковка перед зданием участка была запрещена, тот выхватил ружьё и выстрелил в офицера, прокричав «Аллах акбар». От полученных ранений офицер полиции Драган Джурич скончался на месте. Ибрич ворвался в участок и продолжил стрельбу, ранив ещё двоих, прежде чем сам был застрелен. Раненых отправили в больницу. Представители полиции заявили, что Ибрич тщательно спланировал нападение, поскольку знал, когда заканчивается смена, и поэтому выбрал для нападения тот момент, когда больше всего полицейских было в участке. Боснийскоязычные СМИ сначала утверждали, что Ибрич не выкрикивал «Аллах акбар» и что он, согласно одному из информационных порталов, просто выкрикивал угрозы в адрес полиции и ругался матом. Однако на следующий день этот же портал признал, что Ибрич, изначально выкрикивавший ругательства, затем начал кричать «Аллах акбар».
Глава МВД Республики Сербской Драган Лукач официально назвал случившееся террористическим актом, а нападавшего отнёс к ваххабитам. Президент Республики Сербской Милорад Додик раскритиковал руководство службы безопасности и полиции за то, что те не предоставили никакую информацию о возможных террористических атаках руководителям на более низком уровне, хотя за три дня до теракта Агентство информационной безопасности Боснии и Герцеговины сообщило полиции о том, что в Боснии могут случиться теракты в знак мести за арест гражданина Австралии боснийского происхождения, планировавшего теракты в Австралии.

## Расследование
Государственное агентство расследований и защиты арестовало в день теракта друга Ибрича, Авдулу Хасановича, который ранее арестовывался по обвинению в связи с исламской террористической группировкой ИГИЛ и участвовал в гражданской войне в Сирии в 2014 году, а также ещё одного сообщника Ибрича, радикального исламиста Касима Мехидича. После двух дней допросов полиция предоставила Государственному прокурору Боснии и Герцеговины право решить судьбу Хасанович и Мехидича на время расследования, и суд Боснии и Герцеговины вынес решение об аресте на месяц обоих как вербовщиков Ибрича. После этого полиция продолжила поиски других радикальных исламистов, некоторые из которых уже участвовали в боевых действиях в Сирии, и предположила, что радикальные исламисты собирались в деревне Дубница (община Калесия). Додик тем временем обратился за помощью к президенту Сербии Томиславу Николичу и премьер-министру Сербии Александру Вучичу за помощью.
6 мая в Республике Сербской началась операция «Рубен» по поиску радикальных исламистов. В ходе арестов был задержаны несколько десятков боснийских мусульман, у которых было конфисковано множество оружия, боеприпасов, экстремистской литературы и пропагандистских листовок с призывами ехать в Сирию. Ряд боснийских политиков во главе с Бакиром Изетбеговичем осудил операцию, заявив, что полиция «зашла слишком далеко». Мэр Сребреницы заявил, что сербская полиция вламывалась в дома боснийских беженцев и арестовывала их без объяснений, назвав это репрессиями.

## Мотивы
Президиум и Совет министров Боснии и Герцеговины вместе с Правительством Республики Сербской назвали произошедшее терактом, как называли обстрел посольства в Сараево представители США в 2011 году. Верховный представитель по Боснии и Герцеговине осудил атаку в прессе, но терактом её не назвал.
По мнению сараевской газеты Dnevni avaz, поводом для нападения стала резня в Бели-Потоке 1 июня 1992 года, в ходе которой 750 боснийцев из Зворника были убиты бойцами Армии Республики Сербской, полиции Зворника и просербских воинских формирований. Среди убитых был и отец Ибрича Сейфо. Журнал Saff, ориентированный на радикальных исламистов, заявил, что Джурич участвовал в резне в Сребренице. Издание Balkan Insight упоминало, что имя Джурича упомянуто в отчёте 2004 года Республики Сербской о событиях в Сребренице наряду с именами 850 сербских солдат и полицейских, но один из авторов отчёта объяснил, что здесь был перечислен просто личный состав частей Армии Республики Сербской на территории между Зворником и Вишеградом и что обвинять всех их в совершении военных преступлений немыслимо.